# 寧楊蘭玉
寧楊蘭玉（1990年4月4日—），是越南喜劇女演员。出生在胡志明市。现就读于胡志明市舞臺表演與電影大學。同父母，姐姐和弟弟在胡志明市生活。刚出道时，只出现在一段广告片，一些歌手的音乐MV和电视剧《Gia đình phép thuậ 》和《Người đẹp Bình Dương 》的配角。2010年在电影《浮生》中饰演阿娘角色后，引起了观众和评论界的关注。因长相酷似越南知名演员曾青霞，而被称为“小曾青霞”，並於2011年10月22日，获得在中国举办的第28届金鸡百花电影节外国电影项目最佳国际女演员奖。

## 簡歷
寧楊蘭玉在胡志明市出生、2012年毕业于胡志明市戏剧电影大学。

## 影视作品

### 電影
| 年份 | 片名                                             | 角色         | 備註       | 导演     | 合作演员                         |
| 2010 | 一望无际的田野 （Cánh đồng bất tận）             | 娘（Nương）  | 第一女主角 | 阮潘光平 | 阮春智、武青和、曾清河、杜氏海燕 |
| 2011 | 龍𧋆 （Long Ruồi）                               | 春（Xuân）   | 女配角     | 阮正直   | 胡太和、丁氏晴、丕清雲、范孝賢   |
| 2013 | 潐俺 （Tèo Em）                                  | 明（Minh）   | 女配角     | 阮正直   | 胡太和、丁玉葉、梅世俠、阮正明智 |
| 2014 | 你好，翠小姐 （Annyeong, Thuy）                  | 翠（Thúy）   | 第一女主角 | 金在漢   | 明桂南、李智元、藝秀晶、朴鎭洙   |
| 2014 | 倒霉但幸運 （Xui mà hên）                        | 河（Hà）     | 女配角     | 陳攻城   | 裴大義、范孝賢、丕清雲、陳玉秋莊 |
| 2015 | 中獎 （Trúng số）                                | 𦹳（Thơm）   | 第一女主角 | 阮春智   | 阮春智、阮志才、周金春、陳玉秋莊 |
| 2016 | 糝𥽇：不为人知的故事 （Tấm Cám: Chuyện chưa kể） | 𥽇（Cám）    | 第二女主角 | 吳青雲   | 吳青雲、范夏薇、范維順、范劉俊才 |
| 2016 | 鬧鬼的影视城 （Phim trường ma）                  | 丹（Đan）    | 第一女主角 | 武太和   | 黎金磬、武青和、曾清河、杜氏海燕 |
| 2016 | 紅色手套 （Găng tay đỏ）                         | 7號（No.7）  | 第一女主角 | 阮俊英   |                                  |
| 2016 | 陽光 （Nắng）                                    | 丹（Đan）    | 女配角     | 同登交   |                                  |
| 2017 | 裁縫 （Cô Ba Sài Gòn）                           | 芳（Phương） | 第一女主角 | 吳青雲   |                                  |
| 2018 | 美洲獅女王 （The Cougar Queen）                  | Q小姐        | 第一女主角 | 阮成南   |                                  |
| 2019 | 把我寶貝贏回來 （Win My Baby Back）              | 靈（Linh）   | 第一女主角 | 段一忠   |                                  |
| 2020 | 皇室新娘 （The Royal Bride）                     | Q小姐        | 第一女主角 | 阮成南   |                                  |
| 2021 | 1990年 （1990）                                  | 蘭（Lan）    | 第一女主角 | 段一忠   |                                  |
| 2021 | 茶花姐妹 （Camellia Sisters）                    | Q小姐        | 友情客串   | 吳青雲   |                                  |

## 主要獎項

### 戲劇類
| 年分 | 授獎名稱             | 獎項           | 作品名稱                                 | 角色        | 結果 |
| ---- | -------------------- | -------------- | ---------------------------------------- | ----------- | ---- |
| 2010 | 第9屆越南金风筝奖    | 最佳女主角     | 《一望无际的田野》 （Cánh đồng bất tận） | 娘（Nương） | 獲獎 |
| 2011 | 第17屆越南電影節     | 最佳女演員     | 《一望无际的田野》 （Cánh đồng bất tận） | 娘（Nương） | 獲獎 |
| 2011 | 第20届金鸡百花电影节 | 最佳国际女演員 | 《一望无际的田野》 （Cánh đồng bất tận） | 娘（Nương） | 獲獎 |
| 2011 | 第17届越南黃梅奖     | 最受矚目女演員 | 《一望无际的田野》 （Cánh đồng bất tận） | 娘（Nương） | 獲獎 |
| 2015 | 第14屆越南金风筝奖   | 最佳女主角     | 《中獎》 (Trúng số)                      | 𦹳（Thơm）  | 獲獎 |
| 2016 | 第4屆河内国际電影節  | 最佳女主角     | 《中獎》 (Trúng số)                      | 𦹳（Thơm）  | 提名 |